# Wilhelm Beckershoff

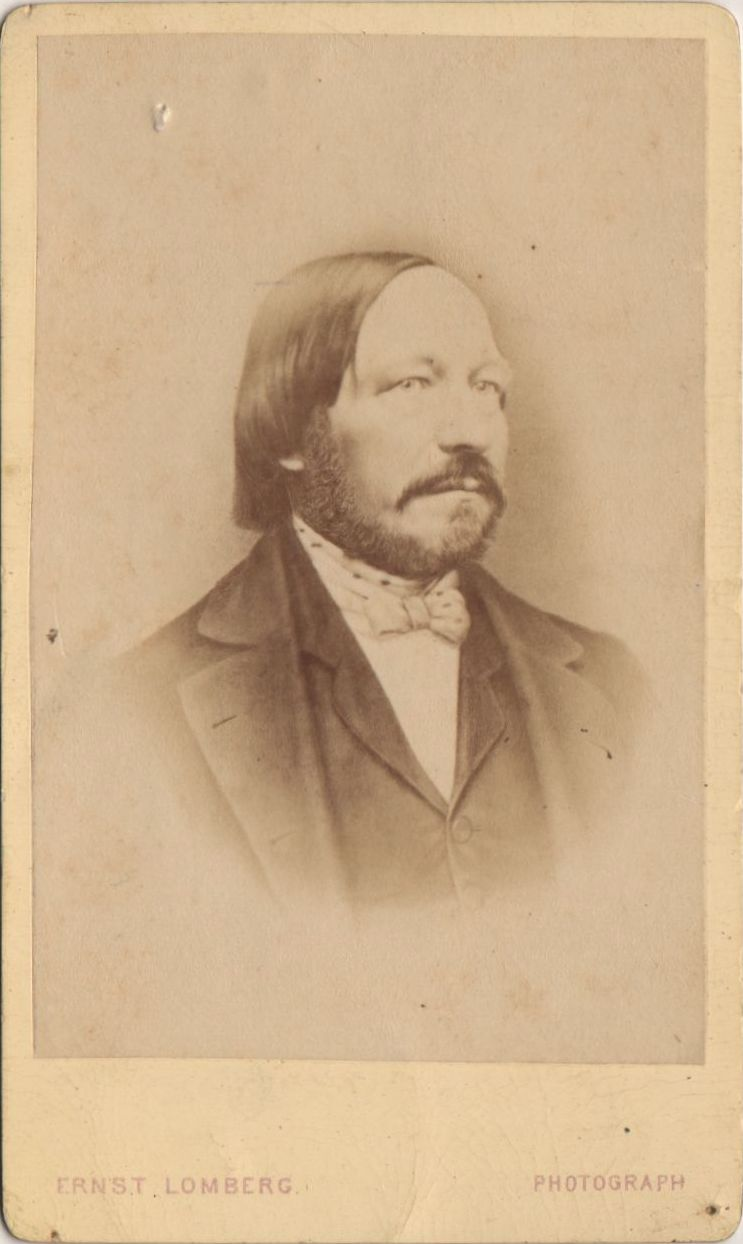
Friedrich Wilhelm Beckershoff

Friedrich Wilhelm Beckershoff (* 4. Juli 1806 in Mettmann; † 10. Februar 1873 ebenda) war ein deutscher Bauunternehmer, Steinbruchbesitzer und Kommunalpolitiker. Seiner Aufmerksamkeit ist es zu verdanken, dass Knochen, die Arbeiter 1856 in seinem Steinbruch im Neandertal bei Mettmann ausgegraben und fortgeworfen hatten, der wissenschaftlichen Erforschung zugeführt wurden, so dass sie später als Fossilien eines steinzeitlichen Menschen identifiziert werden konnten – dann benannt nach dem Fundort als Neandertaler.

## Leben

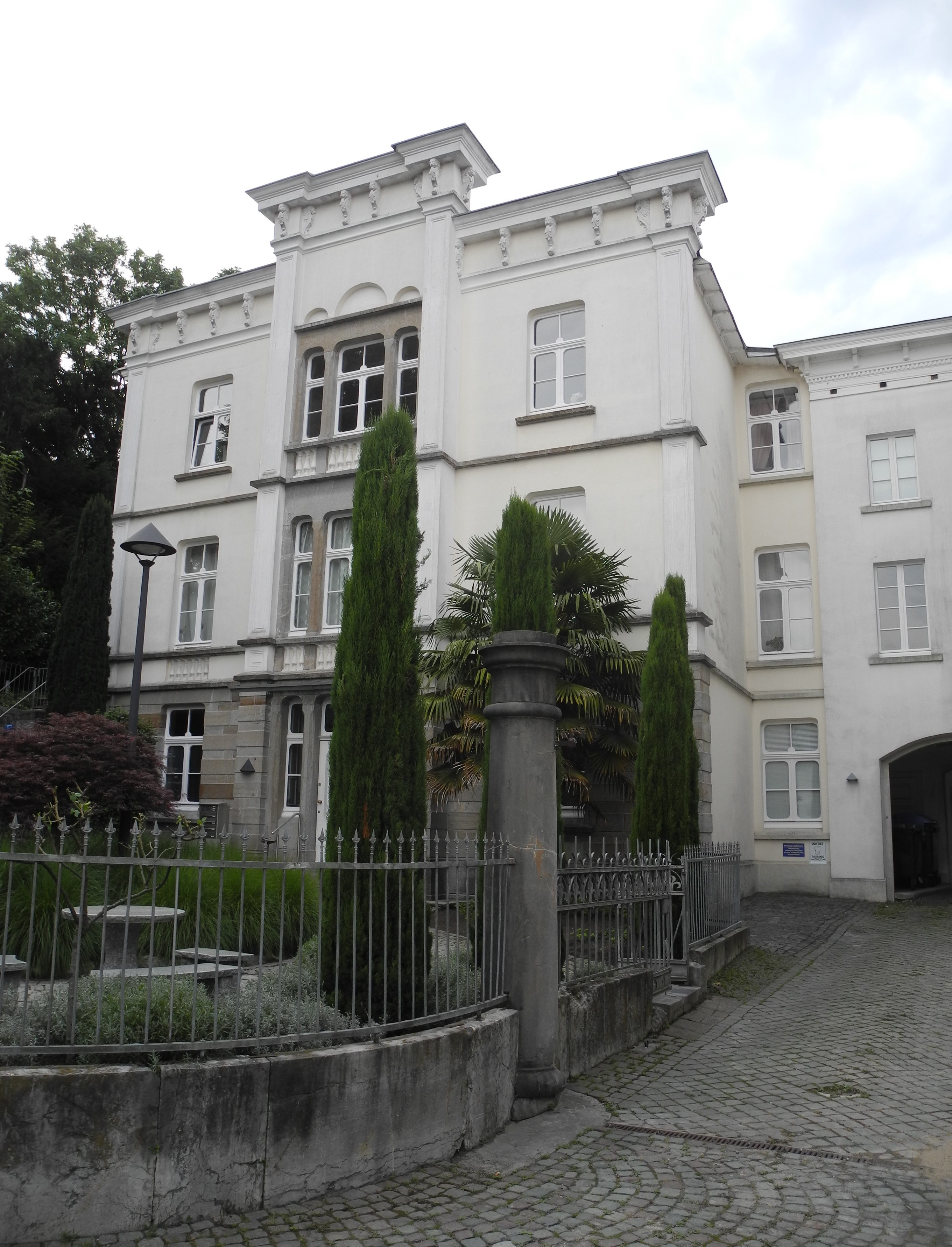
Villa Beckershoff in Mettmann, Mittelstraße 17

Ab 1829 war Beckershoff in erster Ehe mit Wilhelmina Hemmesbach (1805–1838) verheiratet, die 1831 eine Tochter gebar. 1840 heiratete er Anna Maria Adler (* 1803). Zum Zimmerer ausgebildet, betätigte er sich als Bauunternehmer und wurde Teilhaber eines Marmorschleifwerks. Bereits zu erheblichem Vermögen gelangt, erbaute er 1850 seiner Familie eine „Villa im italienischen Stil“. Deren Garten ließ er um 1870 durch eine Lourdesgrotte bereichern.
1851 gründete er mit anderen Geschäftsleuten die Aktiengesellschaft „Hüttenwerk Eintracht“ mit Sitz in Hochdahl. Zusammen mit weiteren Gesellschaften gründeten er und sein Kompagnon, der Elberfelder Kaufmann Friedrich Wilhelm Pieper (1811–1897), der 1838 durch Heirat der Gutsbesitzerstochter Henriette Birschel (* 1814) an Grund und Boden im Neandertal gekommen war, 1854 die Actien-Gesellschaft für Marmor-Industrie. Bereits 1842 war Beckershoff Steinbruchbesitzer im Gesteins, dem als „Neanderthal“ nach dem Kirchenlieddichter Joachim Neander benannten Kerbtal der Düssel zwischen Erkrath und Mettmann, in dem er Kalkstein für die Herstellung von Treppenstufen, Fensterbänken und anderen Natursteinerzeugnissen abbauen ließ. Später betrieb er dort mit seinen Partnern eine Kalkbrennerei. Der Kalkabbau stand außerdem in enger Beziehung mit dem Abbau von Eisenerz durch die Hochdahler Hütte, die den Kalk für den Schmelzprozess in den Hochöfen benötigte. Beckershoff und Pieper waren Mitglieder im Naturwissenschaftlichen Verein von Elberfeld und Barmen, dem auch der Elberfelder Oberrealschullehrer Johann Carl Fuhlrott angehörte.
Als Mitglied des Stadtrats erwirkte Beckershoff die staatliche Genehmigung zum Bau der Chaussee von Mettmann bis zum Bahnhof Hochdahl. Dieser Bahnhof war bis 1841 als Endpunkt der Steilrampe Erkrath–Hochdahl von der Düsseldorf-Elberfelder Eisenbahn-Gesellschaft errichtet und bis 1848 über den Bahnhof Steinbeck an den Bahnhof Elberfeld angeschlossen worden. In den Jahren von 1854 bis 1856 beschaffte er die zum Straßenbau notwendigen Gelder, teilweise auch durch Spenden. Der Bereich des Neandertals sollte durch die Straße ebenfalls erschlossen werden. Zuvor hatte er sich 1844 mit Geschäftspartnern – letztlich erfolglos – zu einem Verein zusammengeschlossen, um auf dieser Strecke eine Eisenbahnlinie Mettmann–Erkrath zu verwirklichen. Eine solche Strecke mit einem Bahnhof Neanderthal wurde erst 1879 von der Rheinischen Eisenbahn-Gesellschaft fertiggestellt. 1864 zählte Beckershoff mit Julius Schimmelbusch zu den Mitgliedern des Verwaltungsrats des Bergischen Gruben- und Hüttenvereins.

### Entdeckung des „Neandertalers“
Als im August 1856 zwei Arbeiter eine 1,5 bis 1,8 Meter starke lehmhaltige Sedimentfüllung der Kleinen Feldhofer Grotte, einer Seitenhöhle des Neandertals, abbauten, stießen sie auf Knochen, die sie zunächst fortwarfen. Geleitet von der Vermutung, dass es sich um Knochen eines Höhlenbären handele, wies Beckershoff die Arbeiter an, die Knochen aus den Schuttresten einzusammeln. Kurze Zeit vorher hatte der Bonner Geologe Jacob Nöggerath, der im Herbst 1852 das Neandertal besucht hatte, die dortige Höhlenlandschaft in einem in der Kölnischen Zeitung publizierten Reisebericht beschrieben:

„Der Boden der Höhle besteht aus Lehm. Der Lehm der Höhle, welcher gewiß in der wissenschaftlich so genannten Diluvialperiode der Erde gebildet worden ist, scheint noch nicht durchsucht zu sein. Nach der Analogie eines solchen Vorkommens in anderen Kalksteinhöhlen ist es nicht unwahrscheinlich, daß man in denselben urweltliche Thierknochen von Höhlenbären, Hyänen, Vielfraß u. dgl. finden könnte. Dieses läßt daher die Nachgrabung in diesem Lehme sehr geraten erscheinen, vielleicht ließen sich mit einem glücklichen Funde naturhistorische Sammlungen bereichern.“

Beckershoffs Kompagnon Pieper überließ die Knochen Fuhlrott. Dieser beurteilte die Gebeine als menschlich und ordnete sie „zu dem Geschlechte der Flachköpfe, deren Nachfahren heute noch im amerikanischen Westen wohnen“. Zusammen mit dem Bonner Anthropologen Hermann Schaaffhausen stellte Fuhlrott die Funde am 2. Juni 1857 der Fachwelt des Naturhistorischen Vereins der Rheinlande und Westfalens vor. Seine Deutung, es handele sich bei dem Fund, der später die wissenschaftliche Bezeichnung Neandertal 1 erhielt, um einen „urtypischen Vertreter unseres Geschlechts“, setzte sich erst gegen Ende des 19. Jahrhunderts durch.